# Drapeau du Vermont
Le drapeau du Vermont est le drapeau officiel de l'État américain du Vermont. Il se compose des armoiries et de la devise de l'État du Vermont. L'Assemblée générale du Vermont adopta le drapeau actuel le 1er juin 1923. Auparavant, d'autres drapeaux avaient été utilisés, dont celui des Green Mountain Boys ou encore un drapeau semblable à celui des États-Unis, composé de bandes rouges et blanches et d'un canton bleu.

## Symbolique
Le drapeau se compose des armoiries et de la devise de l'État, sur fond azur. Le pin au milieu représente les forêts du Vermont. La vache et les ballots de paille représentent l'industrie agro-alimentaire. La tête de daim en haut représente la faune de l'État. Les montagnes Vertes sont en arrière-plan. La devise « Freedom and Unity » (Liberté et Unité) est inscrite sur un ruban rouge. La devise propose deux idéaux complémentaires : la liberté individuelle des citoyens et le bien commun.

## Histoire
De la création de la république du Vermont en 1777 jusqu'en 1804, le Vermont n'avait pas de drapeau officiel. On utilisait alors, de façon non officielle, le drapeau des Green Mountain Boys et plus tard le drapeau du gouverneur.

Drapeau de la république du Vermont des années 1760 au 30 avril 1804

Le 1er mai 1804, le nombre d'États américains s'éleva au nombre de 17. Supposant que le drapeau des États-Unis allait être modifié pour avoir 17 étoiles et 17 bandes, le Vermont adopta un nouveau drapeau à 17 étoiles et 17 bandes en ajoutant le nom « VERMONT » brodé le long de la première bande. Cependant, le drapeau des États-Unis n'a finalement pas été modifié, ce qui a eu pour résultat que le drapeau du Vermont avait plus d'étoiles et de bandes que le drapeau des États-Unis. 
Le 2 octobre 1837, le Vermont adopta un drapeau similaire au drapeau à treize bandes des États-Unis, mais remplaçant les étoiles du canton par une grande étoile entourant les armoiries de l'État.
En raison de la similitude du drapeau de l'État et du drapeau des États-Unis, le drapeau du gouverneur du Vermont a finalement été adopté comme drapeau officiel de l'État du Vermont le 1er juin 1923.

Drapeau du Vermont du 1er mai 1804 au 19 octobre 1837
Drapeau du Vermont du 20 octobre 1837 au 31 mai 1923